# Roger Bernard I. (Foix)
Roger Bernard I. († November 1188), genannt le Gros („der Dicke“ oder „der Fette“), war seit 1148 bis zu seinem Tod Graf von Foix. Er war der einzige Sohn von Graf Roger III. von Foix und dessen Ehefrau Jimena von Barcelona. Mütterlicherseits war Roger Bernard ein Urenkel des El Cid.

## Regentschaft
Unter Roger Bernards Regentschaft erreichte die gräfliche Autorität eine Festigung ihrer Macht innerhalb seines Einflussbereiches. Mehrere Lehnsmänner des Grafen wie die von Mirepoix, Quie, Roquefort oder Génat huldigten ihm, auch die recht einflussreichen Herren von Dun schlossen sich Foix an, zu Kosten der Grafen von Toulouse. Mit diesen geriet Roger Bernard über die Burg von Saverdun, die der Graf 1156 mit einem Turm verstärkt hatte, in einen Streit. Dieser endete vorläufig 1167, indem Roger Bernard Saverdun für sich behaupten konnte, jedoch musste er für diese Burg und ihre Stadt dem Grafen von Toulouse huldigen.
Auch auf die Ordnung seiner Verhältnisse zu den geistlichen Größen seiner Grafschaft legte Roger Bernard viel Wert. So erneuerte er in den Jahren 1149 und 1163 den paréage-Vertrag mit dem Abt von St. Antonin der die Herrschaftsteilung des Grafen mit dem Abt über die Stadt Pamiers regelte. Einen gleichen Vertrag schloss der Graf 1168 mit der Abtei von St. Volusien bei Foix.

## Kriege im Languedoc

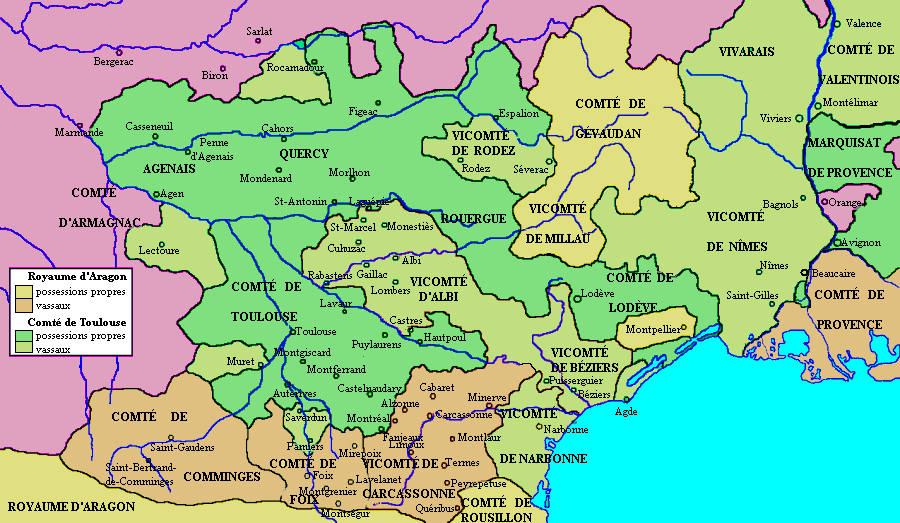
Das Languedoc am Ende des 12. Jahrhunderts

Zu Roger Bernards Lebzeiten war die Region Okzitaniens Schauplatz mehrerer Kriege die von wechselseitigen Bündnissen geprägt waren. Zentrum dieser Ereignisse war das offensive Auftreten der Grafen von Toulouse und der Könige von Aragon, die sich anhielten, die Hegemonie über das Languedoc zu erlangen. Dabei standen ihnen vor allem die Vizegrafen aus dem Hause Trencavel im Weg.
Roger Bernard war in dieser Zeit bestrebt sich dem toulousanischen Einfluss zu entziehen, wofür er 1151 bereit war seinen Onkel Graf Raimund Berengar IV. von Barcelona für das Hochland der Grafschaft Foix als Lehnsherren anzuerkennen. Als 1159 Roger Barnards Schwiegervater Raimund I. Trencavel im Bunde mit Heinrich Plantagenet zu einem vernichtenden Schlag gegen Toulouse zog, nahm Roger Bernard eine neutrale Haltung ein. Der Feldzug sollte wenig später spektakulär scheitern, nachdem der französische König Ludwig VII. auf den Mauern von Toulouse erschien und so das Bündnis Plantagenet-Trencavel zur Aufgabe der Belagerung dieser Stadt nötigte.
Im Jahr 1167 beabsichtigte Roger Bernards Cousin König Alfons II. von Aragon, aus seiner formellen Oberlehnsherrschaft über Carcassonne und Razès eine direkte zu machen. Dies wäre nur auf Kosten von Roger Bernards Schwager Roger II. Trencavel, der bis dahin ein Verbündeter Aragons gewesen war, in die Tat umzusetzen. Der Trencavel ging daraufhin ein Bündnis mit seinem bisherigen Gegner, dem Grafen von Toulouse, ein. Als König Alfons II. 1170 mit einem Heer über die Pyrenäen zog, schloss sich ihm Roger Bernard an. Das Vorhaben des Katalanen sollte jedoch scheitern, nachdem es ihm nicht gelungen war, strategisch wichtige Burgen einzunehmen. Besonders die Burg von Rhedae leistete hartnäckigen Widerstand, so wurde lediglich deren Stadt (das heutige Rennes-le-Château) vom aragonesischen König völlig zerstört. Der Krieg endete 1171, und König Alfons konnte lediglich die Burg Peyrepertuse und kleinere Gewinne im Fenouillèdes für sich verbuchen. Roger II. Trencavel sollte noch im November desselben Jahres wieder an die Seite Aragons zurückkehren.

## Die letzten Jahre
Das Handeln des Grafen von Foix während dieser Ereignisse verdeutlicht das von ihm neugestaltete Verhältnis zu seinen Nachbarn. Während er sich von den Grafen von Toulouse, an die sich seine Vorfahren noch stärker anlehnten, entfernte trat er in ein Vasallitätsverhältnis zu den Königen Aragons das für Foix noch die kommenden hundert Jahre von Bedeutung sein wird. 1185 wurde er sogar zu einem Amtsträger des katalanischen Königs, als er von diesem zum Gouverneur der Grafschaft Provence ernannt wurde, wo er für den noch unmündigen Grafen Alfons II. regieren sollte.
Von weiterer Bedeutung in Roger Bernards Zeit war der Beginn des Wirkens der Katharer im Languedoc. Diese von der römischen Amtskirche als häretisch eingestufte Glaubensbewegung sollte auch in der gräflichen Familie, vor allem durch des Grafen Tochter Esclarmonde, großen Anhang gewinnen und für die Politik seiner Nachkommen von großem Einfluss sein.
Graf Roger Bernard I. starb im November des Jahres 1188 und wurde in der Abtei von Boulbonne bestattet.

## Ehe und Nachkommen
Roger Bernard war seit 1151 verheiratet mit Cecile einer Tochter von Raimund I. Trencavel, Vizegraf von Carcassonne und Béziers. Beider Kinder waren:
- Roger († 1182)
- Raimund Roger († März 1223), Nachfolger als Graf von Foix
- Esclarmonde († um 1215), ⚭ Jourdain II. de l’Isle-Jourdain
- Tochter (Name unbekannt), ⚭ Arnaud Guillaume de Marquefave